# Hemipus
Hemipus (dwergtrillers) is een geslacht van zangvogels uit de familie Vangidae (vanga's). 

## Taxonomie
Dit geslacht behoorde vroeger tot de familie Campephagidae (rupsvogels). Moleculair genetisch onderzoek wees uit dat Hemipus in deze familie niet thuishoorde. Het geslacht is toen ingedeeld in de familie Tephrodornithidae dat sinds 2018 is opgegaan in de familie Vangidae (vanga's).

## Soorten
- Hemipus hirundinaceus – Zwartvleugeldwergtriller
- Hemipus picatus – Bonte dwergtriller